# حمزة الدحدوح
حمزة وائل حمدان الدحدوح (10 يوليو 1996 – 7 يناير 2024) صحفي ومصور فلسطيني، حاصل على (البكالوريس) في الصحافة والإعلام من جامعة الأزهر في غزة، وهو ابن الصحفي وائل الدحدوح. فقدَ عددًا من أفراد عائلته منهم أمُّه آمنة الدحدوح، وأخته شام، وأخوه محمود؛ في يوم 25 من أكتوبر 2023، وكان ذلك نتيجة لهجوم جوي نفَّذته قوات الجو الإسرائيلية على المنزل الذي كانت عائلته قد نزحت إليه في جنوب وادي غزة، وتحديدًا في مخيم النصيرات.

## مقتله
استُشهد برفقة زميله مصطفى ثريا في هجوم جوي إسرائيلي استهدف مركبة صحفيين في منطقة غرب خان يونس جنوب قطاع غزة، وكان حمزة ومصطفى في مهمة عمل لمصلحة قناة الجزيرة في رصد أوضاع النازحين، وكان بدأ عمله معها بعد اندلاع الحرب الفلسطينية الإسرائيلية 2023.

## مواضيع ذات صلة
- وائل الدحدوح
- مجزرة عائلة الدحدوح (25 أكتوبر 2023)